# わが谷は緑なりき

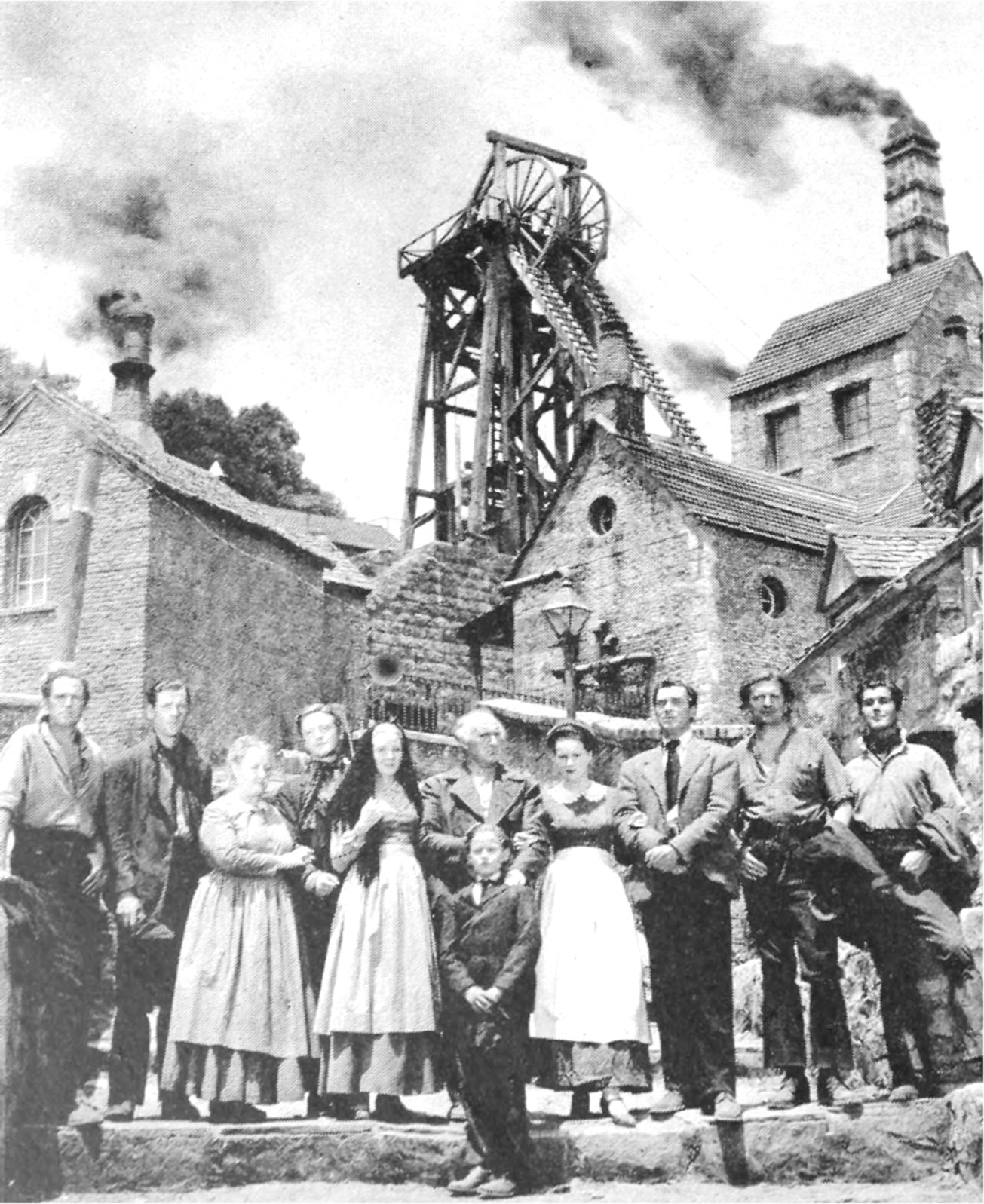
モーガン家の人々

『わが谷は緑なりき』（わがたにはみどりなりき、How Green Was My Valley）は、1941年のアメリカ合衆国のドラマ映画。ジョン・フォード監督作品。20世紀フォックス制作・配給。第14回アカデミー賞最優秀作品賞、監督賞、助演男優賞（ドナルド・クリスプ）、撮影賞（白黒部門。アーサー・C・ミラー）、美術賞（リチャード・デイ、ネイサン・ジュラン）、室内装置賞（トーマス・リトル）を受賞した。また1990年米国連邦議会図書館がアメリカ国立フィルム登録簿に登録した作品でもある。この作品を含めて美術を担当したリチャード・デイは、2005年度米国美術監督組合（ADG）の生涯功労者に選ばれている。
この作品は19世紀末のイギリス・ウェールズ地方のある炭坑町を舞台に、男たちが皆働いているモーガン一家の人々を主人公にした人間ドラマである。原作はリチャード・レウェリンが書いたベストセラー小説『How Green Was My Valley』である。この作品でジョン・フォード監督が描こうとしているのは善意と誠実さを貫いて生きる人間の姿と魂である。

## ストーリー
今や初老となったヒュー・モーガンは生まれ故郷のロンダの谷を出ようとしていた。ヒューは谷が緑だった頃、一家みんなが揃って幸せだった少年時代をしみじみと回顧する。
モーガン家の男たちは、末っ子のヒュー（ロディ・マクドウォール）を除いて皆炭坑夫であった。父ギルム（ドナルド・クリスプ）を始め5人の兄たちが稼いだ賃金はいつも家の戸口で出迎える気丈な母ベス（サラ・オールグッド）のエプロンに置く。姉アンハード（モーリン・オハラ）が湧かしたお湯で身体を洗い、食事につくのが日課である。そんな平穏な日々の中で長男が結婚、一家は幸せだった。披露宴の日、アンハードは新しく谷に赴任してきた牧師グリュフィード（ウォルター・ピジョン）と出逢い、互いに密かに惹かれあう。
ある日、会社が賃金を引き下げた事から息子たちは組合を作ろうとして父と対立する。しかし、老いた父の反対にあって彼らは家を出てしまう。やがてストライキが起こり、ストに反対した父は仲間たちからの非難を浴びる。吹雪の中の野外集会で夫を非難する連中をやりこめた母は帰りに川へ落ち、助けようとしたヒューは重症の凍傷になってしまう。再び歩けるようにはならないかも知れないとの医師の言葉に絶望しかけていたヒューを救ったのはグリュフィード牧師の愛情溢れる手助けだった。数ヶ月後、ヒューは健康を取り戻し、再び自分の足で歩けるようになる。
ヒューの面倒をみたことからモーガン一家と親しくなったグリュフィード牧師は、アンハードを深く愛するようになる。しかしグリュフィードは彼女の幸福を思って炭坑主エヴァンズの息子との結婚を勧め、自分は身を引く。
ヒューはグリュフィードの助けもあってモーガン家で初めて学校へ通うようになる。しかし隣町の学校では教師もクラスメイトたちもヒューを炭坑夫の息子とバカにしてからかい、登校初日からケンカになってしまう。傷だらけで帰って来たヒューを見て谷の人々は憤慨、ヒューにボクシングを教えて鍛える。谷の人々の後押しもあってヒューはガキ大将からも一目置かれるようになり、やがて首席で卒業する。
ストライキは終わったが、炭坑では働き口が激減。谷の人々の心も時代と共に荒んでいた。兄たちは新天地を求めてひとりまたひとりと谷を去っていく。
そしてある日、長男が事故死。ヒューは進学を諦めて炭坑で働き始めた。炭坑主の息子へ嫁いだアンハードは結婚に破れ谷に帰ってきたが、グリュフィード牧師との心ない噂をたてられる。人々の偽善に傷ついたグリュフィード牧師は谷から去る決意をする。その時、炭坑から落盤事故を報せる警笛が鳴り響く。ヒューは戻らない父を案じて、グリュフィードらと共に坑道へ入って行く。岩に挟まれている父を見つけたヒューは何とか助け出そうとするが、父は「お前はもう一人前だ」の言葉を遺して息絶える。父の遺体とともに地上に戻ってきたヒューはかつての幸せに溢れていた日々を思い出す。

## キャスト
| 役名                         | 俳優                       | 日本語吹替       | 日本語吹替       |
| 役名                         | 俳優                       | テレビ版         | PDDVD版          |
| モーガン家の人々             | モーガン家の人々           | モーガン家の人々 | モーガン家の人々 |
| ---------------------------- | -------------------------- | ---------------- | ---------------- |
| ヒュー（末っ子）             | ロディ・マクドウォール     | 佐山泰三         | 榛田安芸         |
| ギルム（父）                 | ドナルド・クリスプ         | 巌金四郎         | 小高三良         |
| ベス（母）                   | サラ・オールグッド         | 鈴木光枝         | さとうあい       |
| アンハード（姉）             | モーリン・オハラ           | 来宮良子         | 小林美穂         |
| イヴォール（長兄）           | パトリック・ノウルズ       |                  | Aya              |
| ブローウィン（兄嫁）         | アンナ・リー               | 山崎左度子       | 岸辺あや         |
| イアント（次兄）             | ジョン・ローダー           | 仲村秀生         | 遠藤真一         |
| デビー（三兄）               | リチャード・フレイザー     |                  | 幸治             |
| オーウェン（四兄）           | ジェームズ・モンクス       |                  | 高橋秋人         |
| ギルム Jr.（五兄）           | エヴァン・S・エヴァンス    |                  | 安芸此葉         |
| 現在のヒュー（ナレーション） | アーヴィング・パイケル     |                  | 竹房敦司         |
| ロンダ谷・隣り谷の人々       |                            |                  |                  |
| グリュフィード牧師           | ウォルター・ピジョン       | 中村正           | 大塚智則         |
| サイフォース（ダイの相棒）   | バリー・フィッツジェラルド |                  |                  |
| ダイ・バンドー（ボクサー）   | リス・ウィリアムズ         |                  | 市川輝夫         |
| リチャーズ医師               | フレデリック・ワーロック   |                  |                  |
| ジョナス教諭                 | モートン・ローリー         |                  |                  |

- テレビ版：初回放送1971年3月21日『日曜洋画劇場』

## スタッフ
- 製作：ダリル・F・ザナック
- 監督：ジョン・フォード
- 脚本：フィリップ・ダン
- 原作：リチャード・レウェリン（英語版）
- 撮影：アーサー・C・ミラー
- 美術：リチャード・デイ、ネイサン・ジュラン、トーマス・リトル（英語版）
- 音楽：アルフレッド・ニューマン
- 編集：ジェームズ・B・クラーク（英語版）

## 主な受賞歴

### アカデミー賞
受賞
アカデミー作品賞：ダリル・F・ザナック
アカデミー監督賞：ジョン・フォード
アカデミー助演男優賞：ドナルド・クリスプ
アカデミー美術賞 (白黒部門)：リチャード・デイ、ネイサン・ジュラン、トーマス・リトル
アカデミー撮影賞 (白黒部門)：アーサー・C・ミラー
ノミネート
アカデミー助演女優賞：サラ・オールグッド
アカデミー脚色賞：フィリップ・ダン
アカデミー録音賞：エドマンド・H・ハンセン
アカデミー作曲賞：アルフレッド・ニューマン
アカデミー編集賞：ジェームズ・B・クラーク

### ニューヨーク映画批評家協会賞
受賞
監督賞：ジョン・フォード

## 撮影中のエピソード
本作に出演した長男のイヴォールの妻であるブローウィン役のアンナ・リーは、実は妊娠していた。だが、監督のフォードはそれを知らずにブローウィンが階段から転げ落ちるシーンを撮影。この撮影が原因でアンナは、お腹の中にいた子供を流産してしまう。フォードは後になってその事実を知り、死ぬまで自分を責め続けた。